# Alexia Mupende
Alexia Uwera Mupende (17 de noviembre de 1984 - 8 de enero de 2019) fue una modelo, actriz y experta en fitness ruandesa que, hasta su fallecimiento, era directora general de Waka Fitness, en Kigali.

## Biografía
Alexia Uwera nació en Kenia. Asistió a la escuela en Uganda y obtuvo su certificado O del Namasagali College en el distrito de Kamuli. Luego obtuvo su diploma de escuela secundaria del St. Lawrence College, en la región central de Uganda. Después de eso, se trasladó a Ruanda, donde se obtuvo una licenciatura en tecnología de la Universidad de Ruanda.

## Carrera
Como modelo internacional representó a su país en eventos de moda en Kampala, Uganda, Ginebra, Suiza, Dubái, Emiratos Árabes Unidos, Colombo, Sri Lanka y Bombay, India. Para complementar sus ingresos, se desempeñó como gerente general de Waka Fitness, un gimnasio en la ciudad de Kigali.

## Muerte
La noche del martes 8 de enero de 2019, su cuerpo fue encontrado en uno de los dormitorios de la casa de su padre en el sector Nyarugunga, distrito de Kicukiro, un suburbio de la ciudad de Kigali. La habían apuñalado varias veces.
Antoine Niyireba, de 23 años, un empleado en casa de sus padres fue declarado como el principal sospechoso del asesinato.
Al momento de su muerte, estaba comprometida para casarse en febrero de 2019.